# North Randall (Ohio)
Pour les articles homonymes, voir North Randall.
North Randall est un village américain situé dans le comté de Cuyahoga, dans l’Ohio. Selon le recensement de 2010, sa population est de 1 027 habitants.